# Gartenstadt Crengeldanz

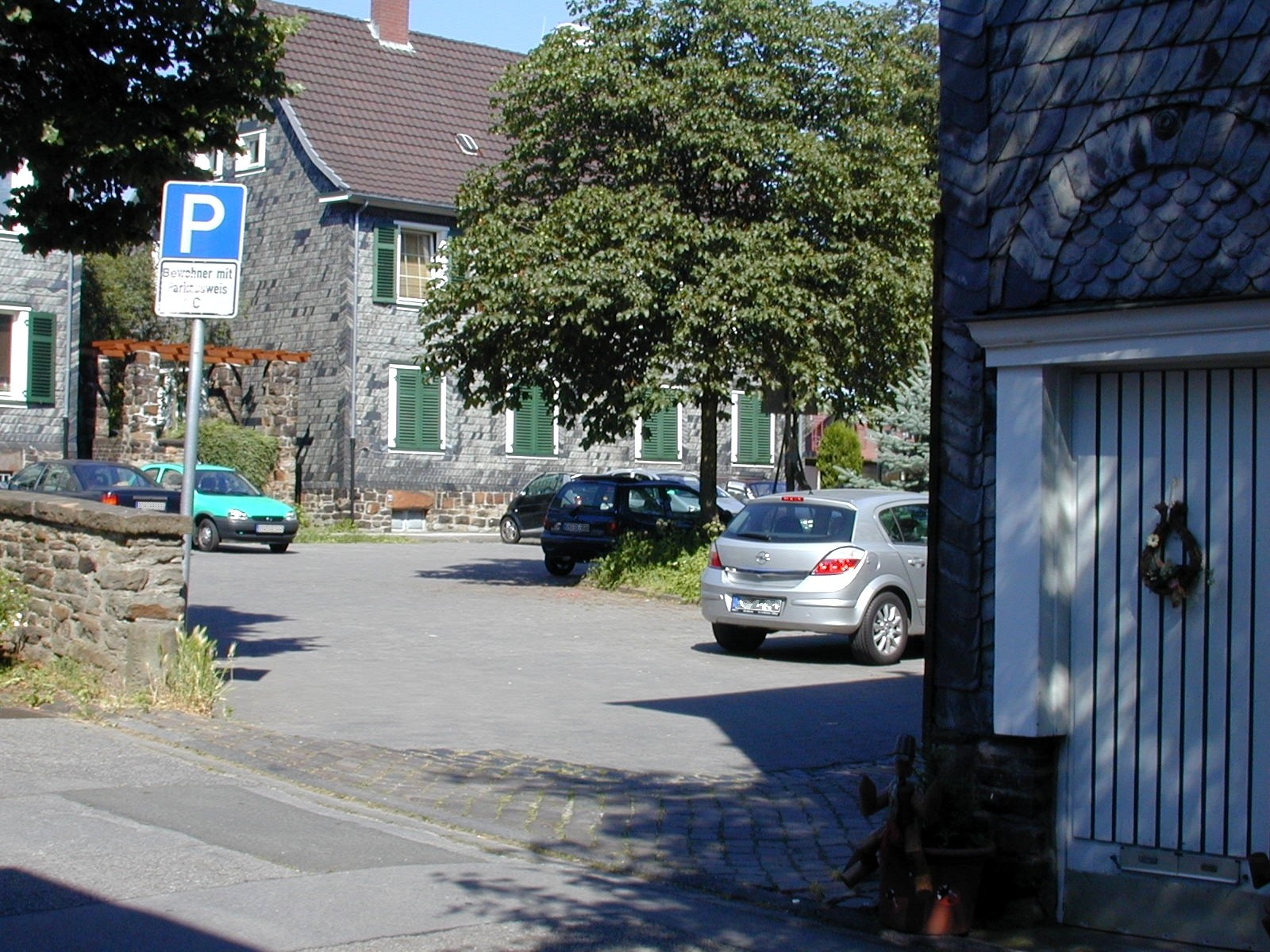
Dorfplatz der Gartenstadt Crengeldanz

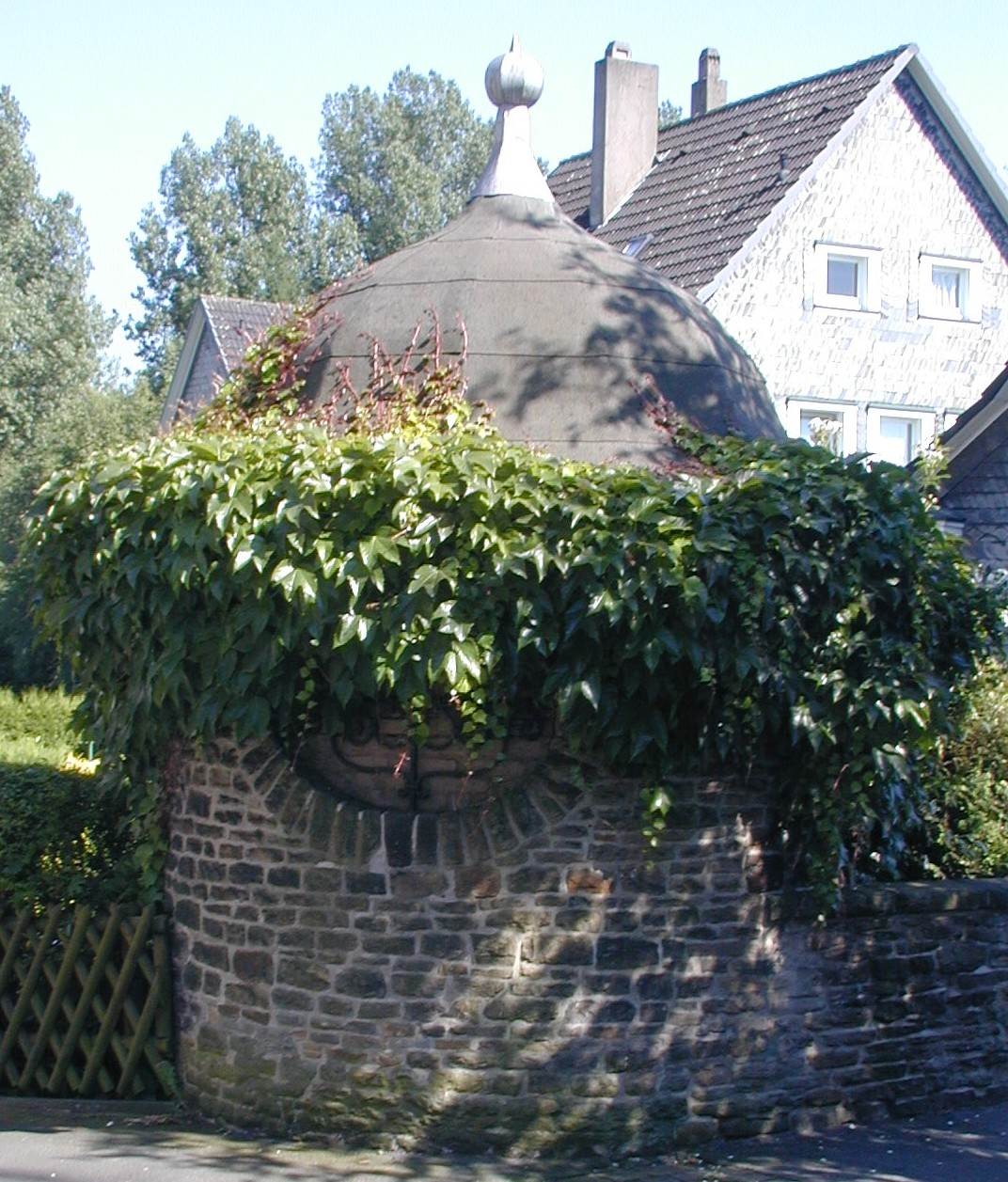
Gartenlaube

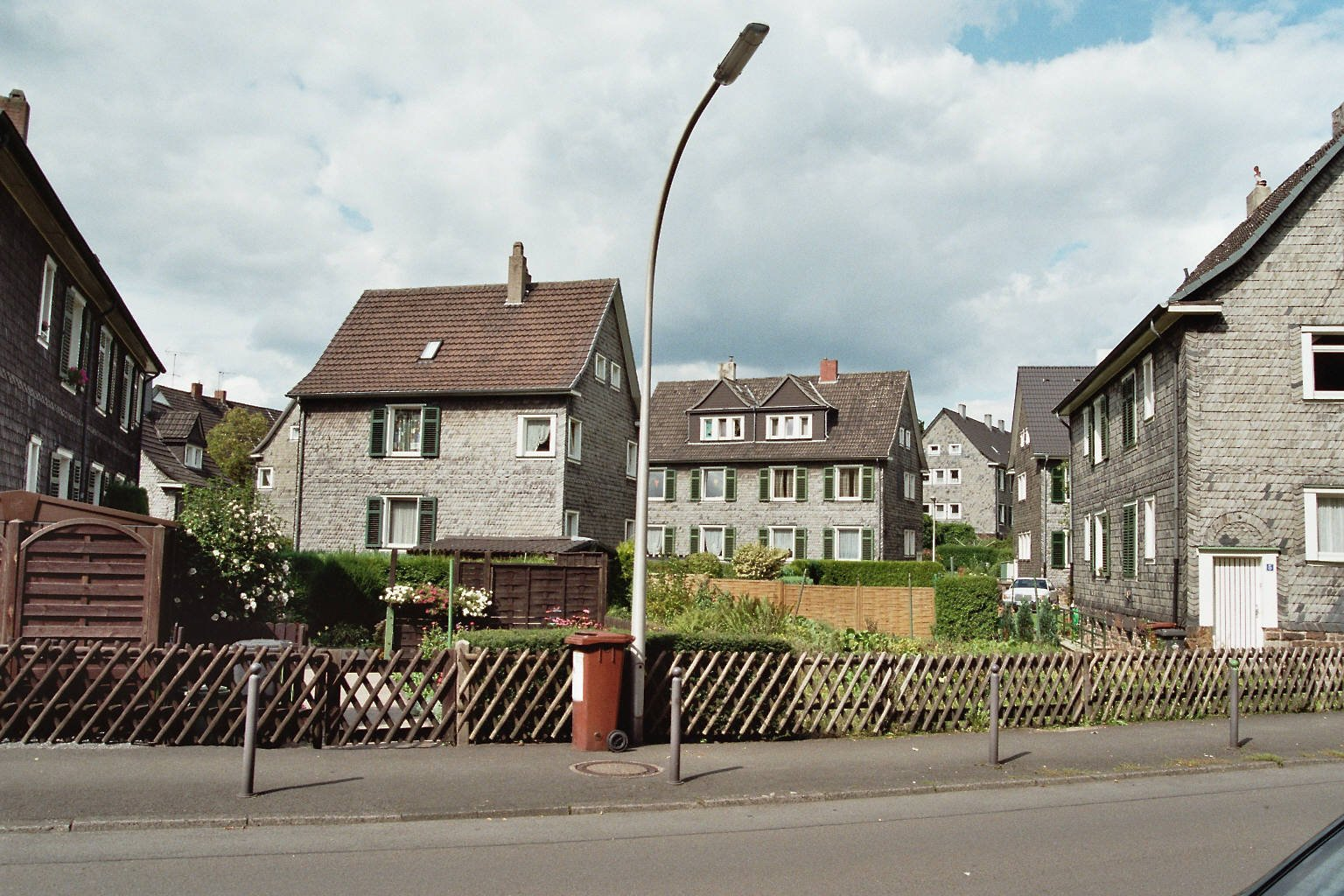
Gartenstadt Crengeldanz

Die Gartenstadt Crengeldanz ist eine 1913/1914 entstandene ehemalige Werkssiedlung der Westfälischen Straßenbahn in Witten, die aus 38 vollverschieferten Fachwerkhäusern im bergischen Stil besteht. Große Gärten und ein kleiner Platz prägen den dorfartigen Charakter der heute unter Denkmalschutz stehenden Siedlung. Das Konzept der Siedlung folgt formalästhetisch den Anfang des 20. Jahrhunderts entwickelten Idealen der Gartenstadtbewegung.

## Geschichte
Die Westfälische Straßenbahn beabsichtigte mit einer Werkssiedlung das Betriebspersonal in der Nähe des Straßenbahndepots Witten-Crengeldanz zusammenziehen. Die Arbeitszeit der Angestellten der Straßenbahn begann oder endete oft vor Beginn bzw. nach Ende des Fahrbetriebs, so dass die Angestellten „ihr“ Nahverkehrsmittel nicht nutzen konnten und auf Fußmarsch oder Fahrrad ausweichen mussten. Im Januar 1913 trat die Westfälische Straßenbahn an die Stadt Witten mit dem Wunsch heran eine Siedlung in Nähe des Betriebsbahnhofs Crengeldanz zu errichten.
Am 14. Mai 1913 gründeten die Westfälische Straßenbahn und die Stadt Witten die Gartenstadt Crengeldanz GmbH. Die Stadt Witten kaufte Teile des Flurstücks „Auf dem Felde“ in der Nähe des Hauses Crengeldanz und der Glasfabrik Müllensiefen von der Familie Dönhoff und stellte das Gebiet der Gartenstadt Crengeldanz GmbH zum Selbstkostenpreis zur Verfügung. Die Finanzierung der auf 75 Wohneinheiten geplanten Siedlung übernahmen die Provinzialversicherungsanstalt Westfalen in Münster und der Westfälische Verein zur Förderung des Kleinwohnungswesens. Mit Planung und Ausführung wurde die Hochbauabteilung des Stadtbauamtes der Stadt Witten beauftragt. Von der städtebaulichen Planung über die Ausführungszeichnung bis zur Bauleitung zeichnete der beim Stadtbauamt angestellte Architekt Banz verantwortlich.
Nachdem der Bauerlaubnisschein von der Polizeiverwaltung am 1. September 1913 ausgestellt worden war, dauerte es nur knapp fünf Monate, bis im Januar 1914 fast alle Gebäude der Siedlung bezogen werden konnten. Lediglich das Haus Schottstraße 32 (damals Scharnhorststraße) erhielt nach zweimaliger Planungsänderung erst am 2. März 1914 die Bauerlaubnis. Für die Planungsänderungen war die Familie Müllensiefen verantwortlich, die einen Einblick in die zu ihrem Familienfriedhof führende "Lindenallee" (im Volksmund Leichenweg genannt) zu verhindern suchte.
Die 73 Wohnungen sind alle mit jeweils ca. 120 m² Garten und Ställen für Kleinviehhaltung versehen. Mit einer Ausnahme waren die ersten Mieter Angestellte der Westfälischen Straßenbahn. Nachdem am 12. Dezember 1932 die Westfälische Straßenbahn Insolvenz angemeldet hatte, löste sich die Gartenstadt Crengeldanz GmbH am 27. Juni 1934 auf. Die Wohnungen übernahm die Siedlungsgesellschaft Witten mbH, sie wurden von ihr 1939 der Wohnungsgenossenschaft Witten-Süd zur Verwaltung übertragen. Die Vergabe einer Wohnung war damit nicht mehr an einen Arbeitsplatz bei der Straßenbahn gebunden, sondern an eine Mitgliedschaft in der Wohnungsgenossenschaft Witten-Süd.
Im Zweiten Weltkrieg wurden einige Gebäude der Gartenstadt Crengeldanz durch Bombenangriffe auf die Glasfabrik Crengeldanz (ehemals Müllensiefen, heute Pilkington) beschädigt, aber keines völlig zerstört. Ein 14-stündiger Luftangriff auf die Glasfabrik am 14. März 1945 führte zu starken Schäden am Werk. Die Schäden an der Gartenstadt Crengeldanz waren aber verhältnismäßig gering, was mit an der Fachwerkbauweise lag, dank der die Häuser Druckwellen überstehen konnten, die Häuser in Massivbauweise zum Einsturz gebracht hätten. Nach dem Zweiten Weltkrieg begann die Siedlungsgesellschaft Witten mit der Reparatur der Schäden. Wegen Material- und Finanzmangel wurden sie aber nur langsam und z. T. unvollständig beseitigt.
Durch die weitere Verbreitung des Autos nach dem Zweiten Weltkrieg und endgültig durch die Schließung des Betriebsbahnhofs Crengeldanz am 1. Juli 1969 fiel für die Straßenbahnangestellten die Notwendigkeit der Nähe zwischen Arbeitsplatz und Wohnung weg. 1979 wohnten nur noch zwei aktive Straßenbahner in der Gartenstadt Crengeldanz. Seit dem 24. November 1989 steht die Gartenstadt Crengeldanz unter Denkmalschutz. (Vgl. Liste der Baudenkmäler in Witten)

## Verhältnis zur Gartenstadtbewegung
Das Konzept der Siedlung folgt formalästhetisch den Anfang des 20. Jahrhunderts entwickelten Idealen der Gartenstadtbewegung. Die sozial- und gesellschaftsreformerischen Ideen der Deutschen Gartenstadt-Gesellschaft (DGG) haben allerdings keine Berücksichtigung gefunden. Es gibt weder Gemeinschaftseigentum, noch Versorgungs- und Gemeinschaftseinrichtungen. Die Gartenstadt Crengeldanz ist für eine Gartenstadt im Sinn der Gartenstadtbewegung auch viel zu klein.